# (38227) 1999 NJ50
1999 NJ50 (asteroide 38227) é um asteroide da cintura principal. Possui uma excentricidade de 0.15846020 e uma inclinação de 12.67065º.
Este asteroide foi descoberto no dia 13 de julho de 1999 por LINEAR em Socorro.